# كوونكان توريجيرا
كوونكان توريجيرا (بالإنجليزية: Kwonkan turrigera) هو نوع من عناكب الميجالومورف ينتمي إلى عائلة Anamidae. هو متوطن في أستراليا. تم وصفه في عام 1994 من قبل عالمة علم العنكبوتيات الأسترالية باربرا يورك ماين.

## التوزيع والموطن
يعيش هذا النوع في ولايتي جنوب أستراليا وأستراليا الغربية.